# پریمتالس
پریمتالس (انگلیسی: Primetals) شرکت صنایع سنگین بریتانیایی است، که در سال ۲۰۱۵ تأسیس شد.